# Giovanni Gozzi
Giovanni Gozzi (Milán, Italia, 19 de octubre de 1902-11 de agosto de 1976) fue un deportista italiano especialista en lucha grecorromana donde llegó a ser medallista de bronce olímpico en Ámsterdam 1928.

## Carrera deportiva
En los Juegos Olímpicos de 1928 celebrados en Ámsterdam ganó la medalla de bronce en lucha grecorromana estilo peso gallo, siendo superado por el alemán Kurt Leucht (oro) y el checoslovaco Jindrich Maudr (plata).